# Gastrodia papuana
Gastrodia papuana är en orkidéart som beskrevs av Rudolf Schlechter. Gastrodia papuana ingår i släktet Gastrodia och familjen orkidéer. Inga underarter finns listade i Catalogue of Life.